# Zardi’s
Zardi’s (auch Zardi’s Jazzland) war ein Veranstaltungsort für Jazzmusik in Los Angeles, der Anfang der 1950er-Jahre bis 1957 bestand.
Das Zardi’s befand sich am Hollywood Boulevard im Hollywood and Vine Viertel. Dort spielten zu Beginn der 1950er-Jahre namhafte Musiker wie Bob Brookmeyer, Stan Getz, Jimmy Giuffre, Oscar Peterson, Art Tatum,  und Cal Tjader, dessen Konzert 1956 im Down Beat besprochen wurde. Zu den regelmäßigen Gästen gehörte u. a. auch der junge Komponist La Monte Young. Im Laufe seines Bestehens wurden im Zardi's einige Konzerte mitgeschnitten, von Oscar Peterson, Sarah Vaughan, Earl Bostic und Buddy DeFranco. Herb Geller widmete dem Club seine Komposition Tardi for Zardi's, die auf den Akkordfolgen von All God’s Children Got Rhythm aufbaute. Anfang 1956 gab es eine wöchentliche Live-Fernsehserie mit dem Titel Tonight at Zardi’s, die mit einem Konzert des Stan Kenton Orchestra begann. Mitte der 1950er-Jahre schlossen eine Reihe von Jazzclubs in Los Angeles ihre Pforten, neben dem Zardi’s auch The Haig und der Tiffany Club.

## Diskographische Hinweise
- Oscar Peterson: At Zardi's, Pablo Records 1955 (ed. 1986)
- Ella Fitzgerald: Ella at Zardi’s (1956), mit Don Abney, Vernon Alley, Frank Capp